# Bradycinetulus fossatus
Bradycinetulus fossatus är en skalbaggsart som beskrevs av Samuel Stehman Haldeman 1853. Bradycinetulus fossatus ingår i släktet Bradycinetulus och familjen Bolboceratidae. Inga underarter finns listade.